# 폐역

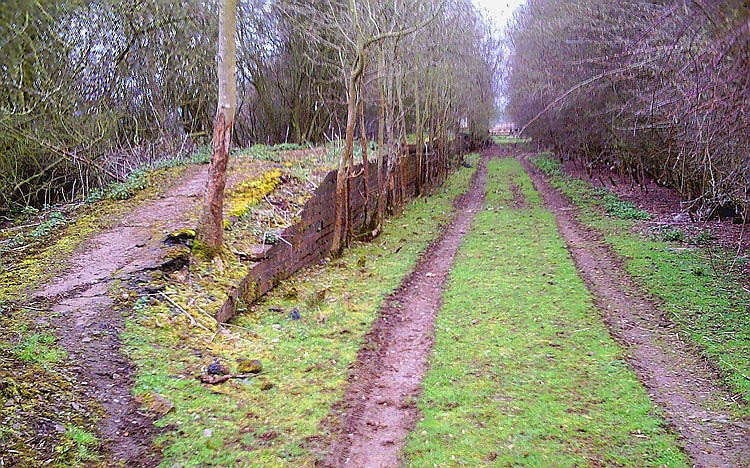
폐역된 영국의 릴본역

철도가 모두 걷힌 옛 동촌역 승강장

폐역(廢驛)은 철도역이나 전철역 등이 더 이상 영업하지 않고 폐지되는 것, 폐선된 철도 노선의 역을 의미한다.
역이 폐지되는 사유는 해당 역이 속해 있는 노선의 폐지, 역 이용객의 감소, 역 간 거리 조정, 선로 이설등이 있다. 드물게 폐역된 역이 타 노선에 의해, 또는 기타 이유로 인해 재개업하는 경우도 있다.

## 폐역 후 시설물
폐역 뒤 선로, 승강장, 역사등 시설물이 남게 되는데, 그 시설물을 처리하는 방법은 다양하다. 대부분 철거하며, 보존하기도 하고, 사용 목적이 없거나 예산문제등의 이유로 방치하기도 한다. 수인선 협궤철도와 같이 민간에 매각되는 경우도 있다.

## 같이 보기
- 폐선
- 유령역 - 시설을 갖추었으나 영업을 하지 않는 역.
- 대한민국의 폐지된 철도역